# 豆板
豆板（まめいた）は、豆を砂糖で板状に固めた菓子である。
当初は、炒り大豆を氷砂糖の中に閉じ込め板状に固めた和菓子であったが、後に小豆・斗六豆（白インゲン）・黒豆・ピーナツ・甘納豆など、様々な豆が使われるようになった。また、豆と固める砂糖の比率を変え、豆を飴炊きさせたりと店ごとに様々に工夫されている。

## 参照
1. ↑  京都の和菓子☆ドットコム豆板